# Turučka
Turučka (mađ. Töröcske) gradska je četvrt grada Kapošvara u Mađarskoj. Nekad je bila samostalno selo.

## Zemljopisni položaj
Nalazi se na 46° 18' 19,152" sjeverne zemljopisne širine i 17° 47' 1,2798" istočne zemljopisne dužine. 
Naselje Turučka fizički je odvojeno od gradića Kapuša. Kapuška četvrt Kapos-Zselic kertváros nalazi se na sjeveru, Zselickislak na sjeveroistoku, Zselicszentpál na istoku, Szenna na zapadu, a Kaposszerdahely na sjeverozapadu.
Južno, jugozapadno i jugoistočno nalazi se zaštićeni krajolik Želic.

## Povijest
Nekad je Turučka bila samostalno selo. Godine 1973. upravno je priključena Kapušu (Kapušvaru), a danas čini njegovu južnu gradsku četvrt.

## Stanovništvo
Prema popisu iz 2001. u Turučci je živjelo 417 stanovnika.